# 守備範囲
| ウィキペディアには「守備範囲」という見出しの百科事典記事はありません（タイトルに「守備範囲」を含むページの一覧/「守備範囲」で始まるページの一覧）。 代わりにウィクショナリーのページ「守備範囲」が役に立つかもしれません。 |